# Agatino Pellegriti
Agatino Pellegriti (6 december 1985) is een Belgisch voetballer van Italiaanse afkomst die als middenvelder voor Park FC Houthalen speelt. Hij speelde in het profvoetbal voor KFC Dessel Sport. Hij is een broer van Enrico Pellegriti.

## Carrière
Agatino Pellegriti speelde in de jeugd van Sporting Houthalen, KRC Genk, PSV en Roda JC. Via de amateurclub K. Patro Maasmechelen kwam hij in 2005 bij Tweedeklasser KFC Dessel Sport terecht. Na een seizoen op het tweede profniveau vertrok hij naar KFCR Mol-Wezel, waar hij een jaar speelde. Na twee jaar bij RFC Sérésien keerde hij in 2009 terug bij zijn oude club Dessel Sport, waar hij na drie jaar bij K. Rupel Boom FC in 2014 weer in de Tweede klasse terugkeerde. Hij speelde slechts een half seizoen in het profvoetbal bij Dessel, en vertrok naar het Nederlandse VV Gestel. Sindsdien speelde hij voor K. Rupel Boom, VV Gestel, Eendracht Termien, K. Berg en Dal VV en Park FC Houthalen.

### Statistieken
| Seizoen                     | Club             | Land           | Competitie     | Competitie | Competitie | Beker | Beker | Totaal | Totaal |
| Seizoen                     | Club             | Land           | Competitie     | Wed.       | Dlp.       | Wed.  | Dlp.  | Wed.   | Dlp.   |
| --------------------------- | ---------------- | -------------- | -------------- | ---------- | ---------- | ----- | ----- | ------ | ------ |
| 2010/11                     | KFC Dessel Sport | België         | Derde klasse A | 31         | 5          | 0     | 0     | 31     | 5      |
| 2011/12                     | K. Rupel Boom FC | België         | Derde klasse B | 31         | 1          | 5     | 1     | 36     | 2      |
| 2012/13                     | K. Rupel Boom FC | België         | Derde klasse A | 32         | 5          | 0     | 0     | 32     | 5      |
| 2013/14                     | K. Rupel Boom FC | België         | Derde klasse A | 31         | 4          | 0     | 0     | 31     | 4      |
| 2014/15                     | KFC Dessel Sport | België         | Tweede klasse  | 12         | 0          | 1     | 0     | 13     | 0      |
| 2015/16                     | K. Rupel Boom FC | België         | Derde klasse B | 21         | 3          | 0     | 0     | 21     | 3      |
| Carrièretotaal              | Carrièretotaal   | Carrièretotaal | Carrièretotaal | 158        | 18         | 6     | 1     | 164    | 19     |
| Bijgewerkt op 28 april 2019 |                  |                |                |            |            |       |       |        |        |